# Роберт Галлагер
Роберт Грей Галлагер (англ. Robert Gray Gallager нар. 29 травня 1931 Філадельфія, Пенсільванія, США) — американський інженер-електротехнік, який зробив фундаментальний внесок у теорію інформації та теорію комп'ютерних мереж.
Здобув диплом бакалавра з електротехніки у Пенсильванському університеті в 1953. Захистив диплом і дисертацію в 1957 і 1960 рр. у Массачусетському технологічному інституті (MIT). Його дисертація та основні дослідження стосуються розроблених ним кодів з малою щільністю перевірок на парність (LDPC), які є одними з найефективніших методів кодування у теорії кодування. Коди LDPC використовуються, серед іншого, у контексті наземного цифрового телебачення відповідно до стандарту DVB-T2, а також у різних стандартах WLAN для виправлення помилок передачі.

## Нагороди та визнання
- 1968: член Інституту інженерів з електротехніки та електроніки (IEEE)
- 1979: член Національної інженерної академії США
- 1983: Премія Шеннона, IEEE[4]
- 1984: Сторічна медаль[en], IEEE
- 1990: Медаль пошани IEEE[5]
- 1992: член Національної академії наук США
- 1999: член Американської академії мистецтв і наук
- 2003: Премія Марконі
- 2004: Премія Дейкстри
- 2020: Премія Японії[6]

## Доробок
- Robert G. Gallager: Low-Density Parity-Check Codes. M.I.T. Press Classic Series, Cambridge MA, 1963.
- Robert G. Gallager: Information Theory and Reliable Communication, John Wiley and Sons, New York, 1968.
- Robert G. Gallager: Discrete Stochastic Processes, Kluwer, Boston, 1996
- Robert G. Gallager: Principles of Digital Communication, Cambridge University Press, Cambridge, UK, 2008.
- Robert G. Gallager: Stochastic Processes, Theory for Applications, Cambridge University Press, Cambridge, UK, 2013